# Томпсон, Уилбур
Уи́лбур Ма́рвин То́мпсон (Лось Томпсон, англ. Wilbur Marvin 'Moose' Thompson; 6 апреля 1921, Франкфорт, Южная Дакота — 25 декабря 2013, Лонг-Бич, Калифорния) — американский легкоатлет, толкатель ядра. Олимпийский чемпион и рекордсмен 1948 года.

## Биография
Родился во Франкфорте (Южная Дакота) в 1921 году. Детство он провёл в Северной Калифорнии, где окончил среднюю школу Модесто, а затем начальный колледж в этом же городе. На втором курсе колледжа, когда Уилбур дорос до 6 футов и почти 90 килограммов, за ним закрепилось прозвище «Лось» (англ. Moose). В 1940 году Томпсон поступил в университет Южной Калифорнии.
Университетскую учёбу Томпсона прервала война; его служба в американской армии продолжалась три года. После увольнения он продолжил обучение, получив первую академическую степень по специальностям «Педагогика» и «Машиностроение», а затем вторую по специальности «Нефтедобыча». С 1953 года он проживал в Лонг-Бич (Калифорния), работая в компании Richfield Oil. Позже он возглавил отдел управления минеральными ресурсами Земельной комиссии штата Калифорния. В эти годы он тесно сотрудничал с администрацией Лонг-Бич в вопросах развития нефтедобывающей отрасли, уйдя на пенсию в 1991 году.
Уилбур Томпсон скончался на Рождество 2013 года в возрасте 92 лет, оставив после себя трёх дочерей. Его внук, Маклеод Бетел-Томпсон, играет в американский футбол за команды НФЛ.

## Спортивная карьера
Успехи Уилбура Томпсона в толкании ядра начались ещё во время учёбы в средней школе, когда в 1937 году он выиграл школьные соревнования штата Калифорния. В 1939 и 1940 годах Томпсон дважды выигрывал студенческие чемпионаты США, выступая за начальный колледж Модесто, а в 1942 году со сборной университета Южной Калифорнии выиграл командный чемпионат NCAA, в личном зачёте заняв пятое место.
После возвращения из армии Томпсон завоевал серебряную медаль в чемпионате NCAA 1946 года, а в 1948 году занял второе место на национальном олимпийском отборе и был включён в сборную США, отправлявшуюся на Олимпийские игры в Лондоне. Олимпиада в Лондоне стала звёздным часом спортивной карьеры Томпсона. Олимпийский рекорд 1936 года, составлявший на тот момент 16 метров и 20 сантиметров, он превзошёл в день финала во всех пяти удачных попытках, в том числе во второй — на 91 сантиметр. В трёх из пяти попыток его ядро улетело дальше, чем лучший результат занявшего второе место соотечественника Томпсона, Джима Делейни. Тем не менее мировой рекорд, установленный ранее в том же году ещё одним американцем, Чарли Фонвиллом (не попавшим на Олимпиаду из-за провала на национальном отборе), остался для него за пределами досягаемости. По итогам 1948 года Томпсон занял в рейтинге ИААФ второе место. Он продолжал участвовать в легкоатлетических соревнованиях до 1950 года, заняв в рейтинге ИААФ третье место в 1949 году и четвёртое — в последний год выступлений, и так и не сумев за остаток карьеры выиграть чемпионат США.
По воспоминаниям своего внука Маклеода Бетела-Томпсона, Уилбур Томпсон впоследствии никогда не акцентировал внимания окружающих на своей олимпийской победе, рассказывая о ней только после заданного напрямую вопроса. Он также очень редко извлекал из тайника свою золотую медаль, которую прятал, боясь, что её украдут.